# 삼선형 좌표
기하학에서 삼선형 좌표(Trilinear Coordinates)란 주어진 삼각형의 각 변으로부터 점까지의 유향 거리비 x:y:z를 말한다.

## 같이 보기
- 몰리 삼등분 정리
- 비비아니 정리